# Sergio Oliva
Sergio Oliva, (Havana, 4 de Julho de 1941 — Chicago, 12 de novembro de 2012) apelidado de O Mito, foi um fisiculturista cubano radicado nos Estados Unidos. Tornou-se tricampeão do Mr. Olympia (1967, 1968 e 1969). Arnold Schwarzenegger considerava Sergio o maior fisiculturista da história, tendo sido o único atleta que o venceu no Mr. Olympia.
Sergio morreu em 12 de novembro de 2012, em Chicago, vitima de uma falência renal aos 71 anos.

## Títulos no fisiculturismo
- 1965 AAU Junior Mr America - Maior massa muscular
- 1965 AAU Mr America - Maior massa muscular
- 1966 AAU Junior Mr America
- 1966 AAU Junior Mr America - Maior massa muscular
- 1966 AAU Mr America - Maior massa muscular
- 1966 IFBB Mr World
- 1967 IFBB Mr. Universo
- 1967 IFBB Mr. Olympia
- 1968 IFBB Mr. Olympia
- 1969 IFBB Mr. Olympia
- 1970 IFBB Mr. Olympia - Segundo lugar
- 1972 WBBG Mr Galaxy
- 1972 IFBB Mr. Olympia - Segundo lugar
- 1973 IFBB Mr International
- 1974 WBBG Mr International
- 1975 WBBG Mr. Olympus
- 1976 WBBG Mr. Olympus
- 1977 WABBA World Championships
- 1978 WBBG Mr. Olympus
- 1980 WABBA Pro World Cup
- 1980 WABBA World Championships
- 1981 WABBA Pro World Cup
- 1984 IFBB Mr. Olympia - Oitavo lugar
- 1985 IFBB Mr. Olympia - Oitavo lugar